# Monroe (Iowa)
Monroe ist eine Kleinstadt (mit dem Status „City“) im Jasper County im US-amerikanischen Bundesstaat Iowa. Das U.S. Census Bureau hat bei der Volkszählung 2020 eine Einwohnerzahl von 1.967 ermittelt.
Monroe ist Bestandteil der Metropolregion um Iowas Hauptstadt Des Moines.

## Geografie
Monroe liegt im südöstlichen Zentrum Iowas, im östlichen Vorortbereich von Des Moines. Die Stadt liegt an der Wasserscheide zwischen dem südlichen Skunk River und dem Des Moines River, die beide von rechts in den Mississippi einmünden. Dieser bildet rund 200 km östlich die Grenze zu Illinois. Die Grenze Iowas zu Missouri verläuft rund 110 km südlich von Monroe, während der Missouri River rund 250 km westlich die Grenze zu Nebraska bildet.
Die geografischen Koordinaten von Monroe sind 41°31′20″ nördlicher Breite und 93°06′07″ westlicher Länge. Die Stadt erstreckt sich über eine Fläche von 4,38 km² und ist die größte Ortschaft innerhalb der Fairview Township.
Nachbarorte von Monroe sind Newton (22,5 km nördlich), Reasnor (12,5 km nordöstlich), Otley (9,4 km südöstlich), Knoxville (23,5 km südlich), Runnells (22,5 km westlich), Prairie City (15,1 km nordwestlich) und Colfax (24,6 km nordnordwestlich).
Das Stadtzentrum von Des Moines liegt 46 km westnordwestlich. Die nächstgelegenen weiteren größeren Städte sind die Twin Cities (Minneapolis und St. Paul) in Minnesota (432 km nördlich), Rochester in Minnesota (331 km nordnordöstlich), Waterloo (169 km nordöstlich), Cedar Rapids (161 km ostnordöstlich), Iowas frühere Hauptstadt Iowa City (151 km östlich), die Quad Cities in Iowa und Illinois (234 km in der gleichen Richtung), Chicago in Illinois (502 km ebenfalls östlich), Peoria in Illinois (375 km ostsüdöstlich), Illinois’ Hauptstadt Springfield (430 km südöstlich), St. Louis in Missouri (499 km südsüdöstlich), Columbia in Missouri (339 km südlich), Kansas City in Missouri (336 km südsüdwestlich), Nebraskas größte Stadt Omaha (272 km westsüdwestlich), Nebraskas Hauptstadt Lincoln (354 km in der gleichen Richtung), Sioux City (345 km westnordwestlich) und South Dakotas größte Stadt Sioux Falls (498 km nordwestlich).

## Verkehr
Der zum Freeway ausgebaute Iowa Highway 163 bildet die südliche und westliche Umgehungsstraße von Monroe. Der in Nord-Süd-Richtung verlaufende Iowa Highway 14 führt als Hauptstraße durch das Stadtzentrum. Alle weiteren Straßen sind untergeordnete Landstraßen, teils unbefestigte Fahrwege sowie innerörtliche Verbindungsstraßen.
Mit dem Newton Municipal Airport befindet sich 24 km nordnordöstlich ein kleiner Flugplatz. Der nächste Verkehrsflughafen ist der 57 km westlich gelegene Des Moines International Airport.

## Geschichte
Die ersten weißen Siedler kamen im Jahr 1843 auf das Gebiet der heutigen Stadt und nannten ihre Siedlung Tool’s Point. Der Ort wurde 1867 als selbstständige Kommune inkorporiert und in Monroe umbenannt.

## Bevölkerung
Nach der Volkszählung im Jahr 2010 lebten in Monroe 1830 Menschen in 770 Haushalten. Die Bevölkerungsdichte betrug 417,8 Einwohner pro Quadratkilometer. In den 770 Haushalten lebten statistisch je 2,38 Personen.
Ethnisch betrachtet setzte sich die Bevölkerung zusammen aus 98,7 Prozent Weißen, 0,3 Prozent Afroamerikanern, 0,1 Prozent amerikanischen Ureinwohnern, 0,5 Prozent Asiaten sowie 0,1 Prozent aus anderen ethnischen Gruppen; 0,3 Prozent stammten von zwei oder mehr Ethnien ab. Unabhängig von der ethnischen Zugehörigkeit waren 0,6 Prozent der Bevölkerung spanischer oder lateinamerikanischer Abstammung.
24,4 Prozent der Bevölkerung waren unter 18 Jahre alt, 59,4 Prozent waren zwischen 18 und 64 und 16,2 Prozent waren 65 Jahre oder älter. 50,1 Prozent der Bevölkerung waren weiblich.
Das mittlere jährliche Einkommen eines Haushalts lag bei 49.479 USD. Das Pro-Kopf-Einkommen betrug 24.355 USD. 8,4 Prozent der Einwohner lebten unterhalb der Armutsgrenze.